# Frătești
Frătești est une commune du județ de Giurgiu en Roumanie.